# ポッジョ・モイアーノ
ポッジョ・モイアーノ（伊: Poggio Moiano）は、イタリア共和国ラツィオ州リエーティ県にある、人口約2,800人の基礎自治体（コムーネ）。

## 地理

### 位置・広がり
リエーティ県南部のコムーネ。県都リエーティから南へ22kmの距離にある。

#### 隣接コムーネ
隣接するコムーネは以下の通り。
- コッレ・ディ・トーラ
- フラッソ・サビーノ
- モンテレオーネ・サビーノ
- ポッジョ・ナティーヴォ
- ポッツァーリア・サビーナ
- ロッカ・シニバルダ
- スカンドリーリア
- トッリチェッラ・イン・サビーナ

### 気候分類・地震分類
ポッジョ・モイアーノにおけるイタリアの気候分類 (it) および度日は、zona E, 2311 GGである。
また、イタリアの地震リスク階級 (it) では、zona 2B (sismicità media) に分類される。